# Bohadschia paradoxa
Bohadschia paradoxa е вид морска краставица от семейство Holothuriidae.

## Разпространение и местообитание
Видът е разпространен в Австралия, Източен Тимор, Индонезия, Малайзия, САЩ (Хавайски острови), Сингапур и Филипини.
Среща се на дълбочина от 1 до 43 m, при температура на водата от 23 до 26,6 °C и соленост 34,6 – 35,2 ‰.